# Гдув (гміна)
Гміна Гдув (пол. Gmina Gdów) — сільська гміна у південній Польщі. Належить до Велицького повіту Малопольського воєводства.
Станом на 31 грудня 2022 у гміні проживало 18 574 особи.

## Площа
Згідно з даними за 2007 рік площа гміни становила 108.54 км², у тому числі:
- орні землі: 76.00%
- ліси: 10.00%

Таким чином, площа гміни становить 25.37% площі повіту.

## Населення
Станом на 31 грудня 2022:
| Опис     | Загалом | Загалом | Чоловіки | Чоловіки | Жінки | Жінки |
| -------- | ------- | ------- | -------- | -------- | ----- | ----- |
| одиниця  | осіб    | %       | осіб     | %        | осіб  | %     |
| все      | 18574   | 100     | 9329     | 50.2     | 9245  | 49.8  |
| міське   | 0       | 100     | 0        |          | 0     |       |
| сільське | 18574   | 100     | 9329     | 50.2     | 9245  | 49.8  |

## Сусідні гміни
Гміна Гдув межує з такими гмінами: Біскупіце, Бохня, Величка, Добчице, Лапанув, Неполоміце, Рацеховіце.